# راندي مولر (مدير عام)
راندي مولر (بالإنجليزية: Randy Mueller)‏ هو مدير عام أمريكي، ولد في 3 يونيو 1961 في ساينت ماريس في الولايات المتحدة.